# Felipe Ho
Felipe Ho Foganholo (São Paulo, 27 de abril de 1999) é um escalador brasileiro.

## Carreira
Felipe Ho começou a treinar escalada esportiva aos seis anos de idade. Em 2019, foi o vencedor do Campeonato Brasileiro de Dificuldade e conseguiu classificação para o Campeonato Mundial de Escalada em Hachioji, onde ficou em 47º lugar na categoria velocidade, com 7.36 segundos, o melhor desempenho de um brasileiro. Em 2021, conquistou a tríplice coroa na disputa nacional ao se consagrar campeão nas modalidades guiada, escalada e boulder.
Ele foi homenageado pelo Prêmio Brasil Olímpico de 2017 e de 2021.